# Brisbane International 2015
Il Brisbane International 2015 è stato un torneo professionistico di tennis giocato all'aperto sul cemento. È stata la 7ª edizione dell'evento conosciuto come Brisbane International. Il torneo fa parte dell'ATP Tour 250 nell'ambito dell'ATP World Tour 2015 per gli uomini, e per le donne alla categoria Premier del WTA Tour 2015. Sia il torneo maschile che quello femminile si è svolto nell'impianto Tennyson Tennis Centre di Brisbane, nella regione del Queensland in Australia, dal 4 al 11 gennaio 2015.

## Partecipanti ATP

### Teste di serie
| Nazionalità | Giocatore            | Ranking | Testa di serie* |
| ----------- | -------------------- | ------- | --------------- |
| Svizzera    | Roger Federer        | 2       | 1               |
| Giappone    | Kei Nishikori        | 5       | 2               |
| Canada      | Milos Raonic         | 8       | 3               |
| Bulgaria    | Grigor Dimitrov      | 11      | 4               |
| Sudafrica   | Kevin Anderson       | 16      | 5               |
| Francia     | Gilles Simon         | 21      | 6               |
| Ucraina     | Aleksandr Dolhopolov | 23      | 7               |
| Francia     | Julien Benneteau     | 25      | 8               |

* Le teste di serie sono basate sul ranking al 29 dicembre 2014.

### Altri partecipanti
I seguenti giocatori hanno ricevuto una wildcard per il tabellone principale:
- James Duckworth
- Thanasi Kokkinakis
- John Millman

I seguenti giocatori sono passati dalle qualificazioni:

- Łukasz Kubot
- Denis Kudla
- Marius Copil
- Rhyne Williams

## Partecipanti WTA

### Teste di serie
| Nazionalità | Giocatrice           | Ranking | Testa di serie* |
| ----------- | -------------------- | ------- | --------------- |
| Russia      | Marija Šarapova      | 2       | 1               |
| Serbia      | Ana Ivanović         | 5       | 2               |
| Germania    | Angelique Kerber     | 9       | 3               |
| Slovacchia  | Dominika Cibulková   | 11      | 4               |
| Germania    | Andrea Petković      | 13      | 5               |
| Serbia      | Jelena Janković      | 16      | 6               |
| Spagna      | Carla Suárez Navarro | 17      | 7               |
| Spagna      | Garbiñe Muguruza     | 20      | 8               |

* Le teste di serie sono basate sul ranking al 29 dicembre 2014.

### Altre partecipanti
Le seguenti giocatrici hanno ricevuto una wildcard per il tabellone principale:
- Jarmila Gajdošová
- Ajla Tomljanović

Le seguenti giocatrici sono passate dalle qualificazioni:

- Jaroslava Švedova
- Dar'ja Gavrilova
- Lesja Curenko
- Madison Brengle

## Punti e montepremi
| Torneo              | Torneo              | V       | F       | SF     | QF     | 2T     | 1T    | Q  | Q3    | Q2    | Q1    |
| Singolare maschile  | Punti               | 250     | 150     | 90     | 45     | 20     | 0     | 12 | 6     | 0     | 0     |
| Singolare maschile  | Premi in denaro ($) | 82.040  | 43.210  | 23.405 | 13.335 | 7.860  | 4.655 | –  | 750   | 360   | –     |
| Singolare femminile | Punti               | 470     | 305     | 185    | 100    | 55     | 1     | 25 | 18    | 13    | 1     |
| Singolare femminile | Premi in denaro ($) | 195.026 | 104.014 | 55.827 | 22.141 | 11.874 | 6.477 | –  | 3.381 | 1.799 | 1.020 |
| Doppio maschile     | Punti               | 250     | 150     | 90     | 45     | 0      | –     | –  | –     | –     | –     |
| Doppio maschile     | Premi in denaro ($) | 24.920  | 13.100  | 7.100  | 4.060  | 2.380  | –     | –  | –     | –     | –     |
| Doppio femminile    | Punti               | 470     | 305     | 185    | 100    | 1      | –     | –  | –     | –     | –     |
| Doppio femminile    | Premi in denaro ($) | 45.576  | 23.987  | 13.194 | 6.716  | 3.640  | –     | –  | –     | –     | –     |

## Campioni

### Singolare maschile
Roger Federer ha sconfitto in finale  Milos Raonic con il punteggio di 6-4, 6(2)–7, 6-4.
- Per l'elvetico è l'ottantatreesimo titolo vinto in carriera, il primo del 2015, e grazie alla vittoria in finale raggiunge il traguardo dei mille match vinti nel circuito professionistico.

### Singolare femminile
Marija Šarapova ha sconfitto in finale  Ana Ivanović per 6(4)–7, 6-3, 6-3.
- È il trentaquattresimo titolo in carriera per la Šarapova, il primo del 2015.

### Doppio maschile
Jamie Murray /  John Peers hanno sconfitto in finale  Aleksandr Dolhopolov /  Kei Nishikori per 6-3, 7–6(4).

### Doppio femminile
Martina Hingis /  Sabine Lisicki hanno sconfitto in finale  Caroline Garcia /  Katarina Srebotnik per 6-2, 7-5.